# Les Soirées de Nazelles
Les Soirées de Nazelles est une suite pour piano composée par Francis Poulenc de 1930 à 1936.

## Composition
Les pièces constituant Les Soirées de Nazelles ont été esquissées en 1930 et terminées à Noizay le 1er octobre 1936. Elles évoquent des soirées à Nazelles durant lesquelles le compositeur et ses amis jouaient aux « portraits » : à partir d'un thème, Francis Poulenc improvisait un morceau. Au début de la partition, on peut en effet lire :
« Les variations qui forment le centre de cette œuvre ont été improvisées à Nazelles au cours de longues soirées de campagne où l'auteur jouait aux « portraits » avec des amis groupés autour de son piano.

Nous espérons aujourd'hui que, présentées entre un Préambule et un Final, elles auront le pouvoir d'évoquer ce jeu dans le cadre d'un salon tourangeau, une fenêtre ouverte sur la nuit. ».
L'œuvre, dédiée « à la mémoire de ma tante [Virginie] Liénard, en souvenir de Nazelles », est créée le 1er décembre 1936 à Londres, à la BBC, par le compositeur au piano. La première audition en France se déroule le 19 janvier 1937 à Paris, salle Gaveau, à l'occasion d'un concert de La Sérénade.

## Structure
Les Soirées de Nazelles, d'une durée moyenne d'exécution de vingt-six minutes environ, sont composées de quatre mouvements et comprennent un préambule suivi de 8 variations, une cadence et un final.
| Numéro | Nom                              | Tempo                                |
| ------ | -------------------------------- | ------------------------------------ |
|        | Préambule                        | « Extrêmement animé et décidé »      |
| I      | Le comble de la distinction      | « Vif et gai »                       |
| II     | Le cœur sur la main              | « Modéré »                           |
| III    | La désinvolture et la discrétion | « Presto »                           |
| IV     | La suite dans les idées          | « Très large et pompeux »            |
| V      | Le charme enjôleur               | « Très allant »                      |
| VI     | Le contentement de soi           | « Très vite et sec »                 |
| VII    | Le goût du malheur               | « Lent et mélancolique »             |
| VIII   | L'alerte vieillesse              | « Très rapide et bien sec »          |
|        | Cadence                          | « Très large et très librement »     |
|        | Final                            | « Follement vite, mais très précis » |

La partition est éditée par Durand en 1937.

## Biographie
- François-René Tranchefort (dir.), Guide de la musique de piano et de clavecin, Paris, Fayard, coll. « Les indispensables de la musique », 1987, 870 p. (ISBN 978-2213016399, BNF 34978617).